# JaCorey Williams
JaCorey Williams (Birmingham, Alabama, 12 de junio de 1994) es un baloncestista estadounidense que pertenece a la plantilla del BC Dubai de la ABA Liga. Con 2,03 metros de estatura, juega en la posición de ala-pívot.

## Trayectoria deportiva

### Universidad
Jugó tres temporadas con los Razorbacks de la Universidad de Arkansas, en las que promedió 3,8 puntos y 2,3 rebotes por partido. En el verano de 2015 fue apartado de la universidad por diversos incidentes, uno de ellos haber sido detenido junto a dos compañeros y acusados de un delito de falsificación.
Fue transferido a los Blue Raiders de la Universidad de Tennessee Central, donde jugó su último año como universitario, llevando al equipo al Torneo de la NCAA de 2017, tras promediar 17,3 puntos y 7,3 rebotes por partido, siendo elegido Jugador del Año de la Conference USA, además de mejor debutante de la conferencia e incluido en el mejor quinteto.

### Profesional
Tras no ser elegido en el Draft de la NBA de 2017, disputó las Ligas de Verano de la NBA con los Golden State Warriors, con los que en cuatro partidos promedió 2,5 puntos y 2,5 rebotes. Firmó posteriormente con los Cavs para disputar la pretemporada, pero fue despedido al día siguiente sin llegar a disputar ningún partido.
En noviembre pasó a formar parte del equipo afiliado de los Cavs en la G League, los Canton Charge.
El 20 de julio de 2021, firma por el JL Bourg Basket de la Pro A francesa.
El 5 de julio de 2022 fichó por el Napoli Basket de la Lega Basket Serie A italiana.
El 15 de enero de 2024 fichó por el Hapoel Jerusalem B.C. de la Ligat ha'Al israelí.
El 5 de agosto de 2024 firmó con el BC Dubai de la Liga ABA.